# Adolfo Hess
Adolfo Hess (Torino, 1878 – 1951) è stato un ingegnere elettrotecnico e alpinista italiano che ha contribuito all'elettrificazione del Piemonte.

## Biografia
Fu nei primi anni del XX secolo, tra i precursori dell'alpinismo senza guide e delle prime palestre di arrampicata nel torinese, quando ancora il concetto di allenamento non era ben definito ma, soprattutto, si dedicò allo studio e alla progettazione di bivacchi fissi sulle montagne più impegnative, che permettevano agli alpinisti di affrontare con maggior sicurezza le escursioni più lunghe. Gli è stato intitolato quello presso il colle d'Estellette in Val Veny.
Fu socio fondatore dello Ski Club Torino e ha contribuito con Kind alla diffusione dello sci in Italia. Inoltre fu socio fondatore del Club Alpino Accademico Italiano, di cui ne ha creato il distintivo. È stato Primo direttore del Museo Nazionale della montagna "Duca degli Abruzzi" di Torino.
Fu autore di numerose prime ascensioni particolarmente nel Gruppo del Monte Bianco, promotore dei bivacchi montani gli è stato intitolato quello presso il colle d'Estellette in Val Veny.
Scrisse inoltre di idraulica occupandosi anche, in modo pionieristico, di radiofonia. È però noto in particolare per varie opere sulla montagna, collaborando a riviste, pubblicando i racconti delle salite, dei personaggi incontrati nei suoi anni di alpinismo. Ha pubblicato il libro Trent'anni di Alpinismo Ascensioni sul Monte Bianco per l'Istituto Geografico de Agostini nel 1929.

## Opere
- Lo studio dei bacini montani in rapporto allo sfruttamento idroelettrico, C.A.I., 1917
- Trent'anni di Alpinismo Ascensioni sul Monte Bianco, Istituto Geografico de Agostini, 1929.